# Entedon coponices
Entedon coponices is een vliesvleugelig insect uit de familie Eulophidae. De wetenschappelijke naam is voor het eerst geldig gepubliceerd in 1851 door Goureau.